# Ludwig Wittmack
Ludwig Wittmack est un botaniste allemand, né le 26 septembre 1839 à Hambourg et mort le 2 février 1929 à Berlin.

## Biographie
Il étudie la botanique aux universités d'Iéna (1864) et de Berlin (1865). Il soutient sa thèse à Göttingen en 1867.
Il devient alors conservateur au muséum d’agriculture du Berlin. Il reçoit son habilitation en 1874. Wittmack enseigne la botanique à l’institut agricole de Berlin de 1880 à 1913 (qu’il dirige de 1910 à 1913) ainsi qu’à l’école vétérinaire de 1880 à 1920. Il dirige également la station expérimentale Verband Deutscher Müller de 1875 à 1905 et la revue de botanique Gartenflora fondée en 1852 par Eduard von Regel.